# Holopsis marginicollis
Holopsis marginicollis är en skalbaggsart som först beskrevs av Leconte 1852.  Holopsis marginicollis ingår i släktet Holopsis och familjen punktbaggar. Inga underarter finns listade i Catalogue of Life.